# Nieurlet
Nieurlet är en kommun i departementet Nord i regionen Hauts-de-France i norra Frankrike. Kommunen ligger i kantonen Wormhout som tillhör arrondissementet Dunkerque. År 2022 hade Nieurlet 906 invånare.

## Befolkningsutveckling
Antalet invånare i kommunen Nieurlet
| Referens: INSEE |